# Bojt (heraldika)
A bojt egyfajta rangjelölő eszköz a címertanban. Kis csomószerű, lelógó kötegként ábrázolják. Az egyházi heraldikában a papi kalapok oldalain lenyúló zsinórokon meghatároztt számú és színű bojtot helyeznek el az egyházi méltóságok rangjának megfelelően.
A heraldikában lehet bojt a párna sarkain, a segédsisakdíszeken stb., de elsősorban az állatok testén, farkának végén, lábain stb. látható. Valószínűleg az egyházi heraldika bojtjai is az állati bojtokra vezethető vissza. Néha a sisaktakaró nyúlványait is nevezik bojtnak.

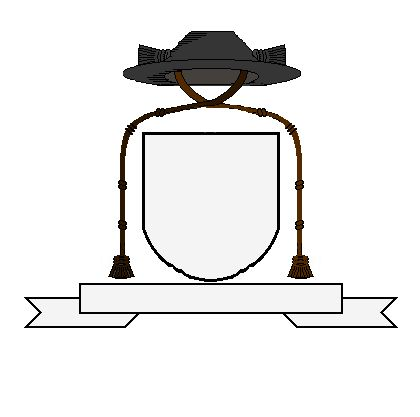
Rangjelölő csomók